# 谢讷维耶尔-莱卢夫尔
谢讷维耶尔-莱卢夫尔（法語：Chennevières-lès-Louvres，法語發音：[ʃɛnvjɛʁ lɛ luvʁ] ⓘ，意为“卢夫尔附近的谢讷维耶尔”）是法国法兰西岛大区瓦兹河谷省的一个市镇，属于萨塞勒区。

## 地理
谢讷维耶尔-莱卢夫尔（49°2'41"N, 2°33'3"E）面积4.58 平方千米，位于法国法蘭西島大區瓦兹河谷省，该省份为法国北部内陆省份，北起瓦兹省，西接厄尔省，南至塞纳-圣但尼省、上塞纳省和伊夫林省，东临塞纳-马恩省。
与谢讷维耶尔-莱卢夫尔接壤的市镇（或旧市镇、城区）包括：韦马尔、埃皮艾莱卢夫尔、卢夫尔、维勒龙。

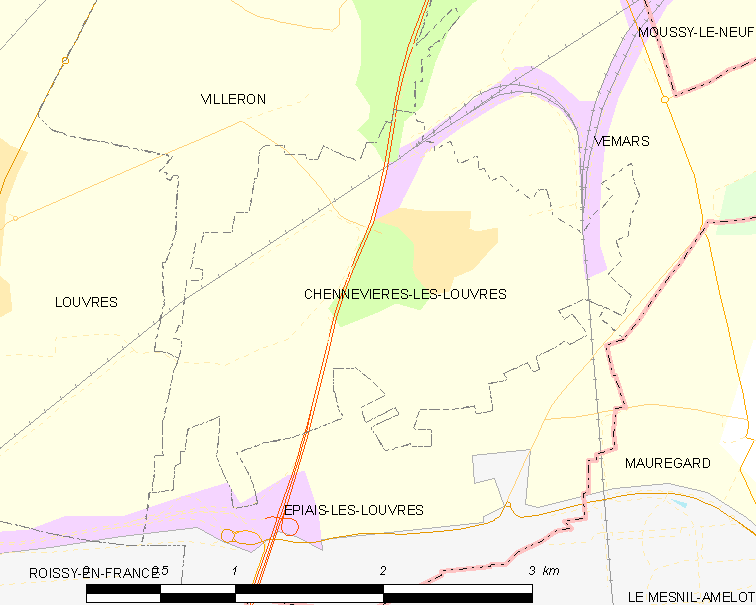
谢讷维耶尔-莱卢夫尔的OSM定位图

谢讷维耶尔-莱卢夫尔的时区为UTC+01:00、UTC+02:00（夏令时）。

## 行政
谢讷维耶尔-莱卢夫尔的邮政编码为95380，INSEE市镇编码为95154。

## 政治
谢讷维耶尔-莱卢夫尔所属的省级选区为古桑维尔县。

## 人口

1962-2008年间谢讷维耶尔-莱卢夫尔人口变化图示

谢讷维耶尔-莱卢夫尔于2022年1月1日时的人口数量为294人。